# Rubus fasciculatus
Rubus fasciculatus — вид квіткових рослин родини трояндових (Rosaceae).

## Поширення
Поширення: Німеччина, Данія, Польща, сх. Франція, пд. Швеція, Австрія, Чехія, Словаччина, Угорщина, Україна; інтродукований до північної Італії.
В Україні наводиться для західних регіонів (Львівська область), дуже рідко.